# Copa de la Reina de Fútbol 2011
La Copa de la Reina de Fútbol 2011 se disputó entre el 30 de abril de 2011 y el 19 de junio de 2011. Se proclamó campeón el F. C. Barcelona.

## Sistema de competición
En esta edición de la Copa de la Reina participan 14 equipos: los 8 que componen el grupo A de la segunda fase de la Superliga, y los equipos clasificados del primero al tercero de los grupos B y C. Los dos primeros clasificados del grupo A, que se juegan el título de liga, empiezan a competir en cuartos de final. 
Las dos primeras rondas de la competición se jugarán a doble partido. La fase final se disputará en la Ciudad del Fútbol de Las Rozas, a un solo partido. 

## Octavos de final
En octavos de final participan los equipos clasificados entre el tercero y el octavo en el grupo por el título de la Superliga y los tres primeros clasificados de los otros dos grupos. Los dos finalistas de la Superliga pasan directamente a cuartos de final. El partido de ida se disputa el 1 de mayo y la vuelta el 8 de mayo. 
| Equipo local ida | Resultado | Equipo visitante ida | Ida | Vuelta |
| ---------------- | --------- | -------------------- | --- | ------ |
| Atlético Féminas | 4-1       | UD Collerense        | 1-0 | 3-1    |
| CE Sant Gabriel  | 4-3       | Levante UD           | 3-2 | 1-1    |
| Real Sociedad    | 3-2       | Valencia Féminas     | 1-0 | 1-2    |
| Athletic Club    | 11-1      | SD Lagunak           | 6-0 | 5-1    |
| F.C. Barcelona   | 7-1       | Reocín Racing        | 4-1 | 3-0    |
| Prainsa Zaragoza | -         | Sporting de Huelva   | -   | -      |

## Cuartos de final
En esta fase participaron los ganadores de los octavos de final y los dos finalistas de la Superliga. El partido de ida se jugó el 15 de mayo y la vuelta el 22 de mayo. 
| Equipo local ida | Resultado | Equipo visitante ida | Ida | Vuelta |
| ---------------- | --------- | -------------------- | --- | ------ |
| F.C. Barcelona   | 4-1       | Rayo Vallecano       | 2-0 | 2-1    |
| Real Sociedad    | 4-3       | CE Sant Gabriel      | 3-1 | 1-2    |
| Atlético Féminas | 3-1       | Prainsa Zaragoza     | 2-1 | 1-0    |
| RCD Espanyol     | 5-1       | Athletic Club        | 3-1 | 2-0    |

## Fase final
Los cuatro vencedores de los cuartos de final disputarán la fase final, en la Ciudad del Fútbol de Las Rozas, entre el 17 y 19 de junio de 2011.

### Cuadro de resultados
|  | Semifinales         | Semifinales  |   |  | Final               | Final |  |
|  |                     |              |   |  |                     |       |  |
|  | 17 de junio de 2011 |              |   |  |                     |       |  |
|  | Real Sociedad       | 0            |   |  |                     |       |  |
|  | FC Barcelona        | 2            |   |  |                     |       |  |
|  |                     |              |   |  |                     |       |  |
|  |                     |              |   |  | 19 de junio de 2011 |       |  |
|  |                     |              |   |  | F.C. Barcelona      | 1     |  |
|  |                     | RCD Espanyol | 0 |  |                     |       |  |
|  |                     |              |   |  |                     |       |  |
|  |                     |              |   |  |                     |       |  |
|  |                     |              |   |  |                     |       |  |
|  | 17 de junio de 2011 |              |   |  |                     |       |  |
|  | RCD Espanyol        | 1            |   |  |                     |       |  |
|  | Atlético Féminas    | 0            |   |  |                     |       |  |

## Semifinales
| 17 de junio de 2011, 18:00 (CET) | Real Sociedad | 0:2 (0:0) | F. C. Barcelona                       | Ciudad del Fútbol de Las Rozas, Las Rozas de Madrid |  |
|                                  |               | Reporte   | Marta Corredera 53' · Noemí Rubio 78' |                                                     |  |

| 17 de junio de 2011, 20:30 (CET) | RCD Espanyol | 1:0 (1:0) | Atlético Féminas | Ciudad del Fútbol de Las Rozas, Las Rozas de Madrid |                                 |
|                                  | Willy 19'    | Reporte   |                  | Árbitro(s): Raúl Sánchez-Mateos                     | Árbitro(s): Raúl Sánchez-Mateos |

## Final
|    | POR | Laura Ràfols    |      |  |
|    | DEF | Laura Gómez     |      |  |
|    | DEF | Melisa Nicolau  |      |  |
|    | DEF | Ana Escribano   |      |  |
|    | DEF | Melanie Serrano | 89'  |  |
|    | MED | Marta Unzué     |      |  |
|    | MED | Marta Corredera |      |  |
|    | MED | Montse Tomé     | 63'  |  |
|    | MED | Noemí Rubio     | 77'  |  |
|    | DEL | Vicky Losada    | 110' |  |
|    | DEL | Olga García     |      |  |
| DT | DT  | Xavi Llorens    |      |  |

|    | POR | Mariajo Pons    |      |  |
|    | DEF | Ane Bergara     |      |  |
|    | DEF | Marta Torrejón  |      |  |
|    | DEF | Vanesa Gimbert  |      |  |
|    | DEF | Sonia Pereira   | 92'  |  |
|    | MED | Sandra Vilanova | 68'  |  |
|    | MED | Silvia Meseguer |      |  |
|    | MED | Sara Monforte   |      |  |
|    | MED | Ana Romero      |      |  |
|    | DEL | Alexia Putellas | 101' |  |
|    | DEL | Erika Vázquez   |      |  |
| DT | DT  | Óscar Aja       |      |  |

|  | MED | Carol Férez        | 63'  |
|  | DEF | Laura Gutiérrez    | 77'  |
|  | DEF | Rocío Ángela López | 89'  |
|  | MED | Esther Romero      | 110' |

|  | DEL | Andrea Pereira | 68'  |
|  | DEL | Lara Rabal     | 92'  |
|  | DEL | Débora García  | 101' |

| 107' | Olga García | 1:0 |

| Amonestado | 100' | Vicky Losada |

| Amonestado | 26' | Marta Torrejón |

| Árbitro | Valentín Pizarro Gómez |
| Reporte |                        |

|    | POR | Laura Ràfols    |      |  |
|    | DEF | Laura Gómez     |      |  |
|    | DEF | Melisa Nicolau  |      |  |
|    | DEF | Ana Escribano   |      |  |
|    | DEF | Melanie Serrano | 89'  |  |
|    | MED | Marta Unzué     |      |  |
|    | MED | Marta Corredera |      |  |
|    | MED | Montse Tomé     | 63'  |  |
|    | MED | Noemí Rubio     | 77'  |  |
|    | DEL | Vicky Losada    | 110' |  |
|    | DEL | Olga García     |      |  |
| DT | DT  | Xavi Llorens    |      |  |

|    | POR | Mariajo Pons    |      |  |
|    | DEF | Ane Bergara     |      |  |
|    | DEF | Marta Torrejón  |      |  |
|    | DEF | Vanesa Gimbert  |      |  |
|    | DEF | Sonia Pereira   | 92'  |  |
|    | MED | Sandra Vilanova | 68'  |  |
|    | MED | Silvia Meseguer |      |  |
|    | MED | Sara Monforte   |      |  |
|    | MED | Ana Romero      |      |  |
|    | DEL | Alexia Putellas | 101' |  |
|    | DEL | Erika Vázquez   |      |  |
| DT | DT  | Óscar Aja       |      |  |

|  | MED | Carol Férez        | 63'  |
|  | DEF | Laura Gutiérrez    | 77'  |
|  | DEF | Rocío Ángela López | 89'  |
|  | MED | Esther Romero      | 110' |

|  | DEL | Andrea Pereira | 68'  |
|  | DEL | Lara Rabal     | 92'  |
|  | DEL | Débora García  | 101' |

| 107' | Olga García | 1:0 |

| Amonestado | 100' | Vicky Losada |

| Amonestado | 26' | Marta Torrejón |

| Árbitro | Valentín Pizarro Gómez |
| Reporte |                        |

| Bandera de Cataluña       |
| F.C. Barcelona 2.º título |